# Státní symboly České republiky

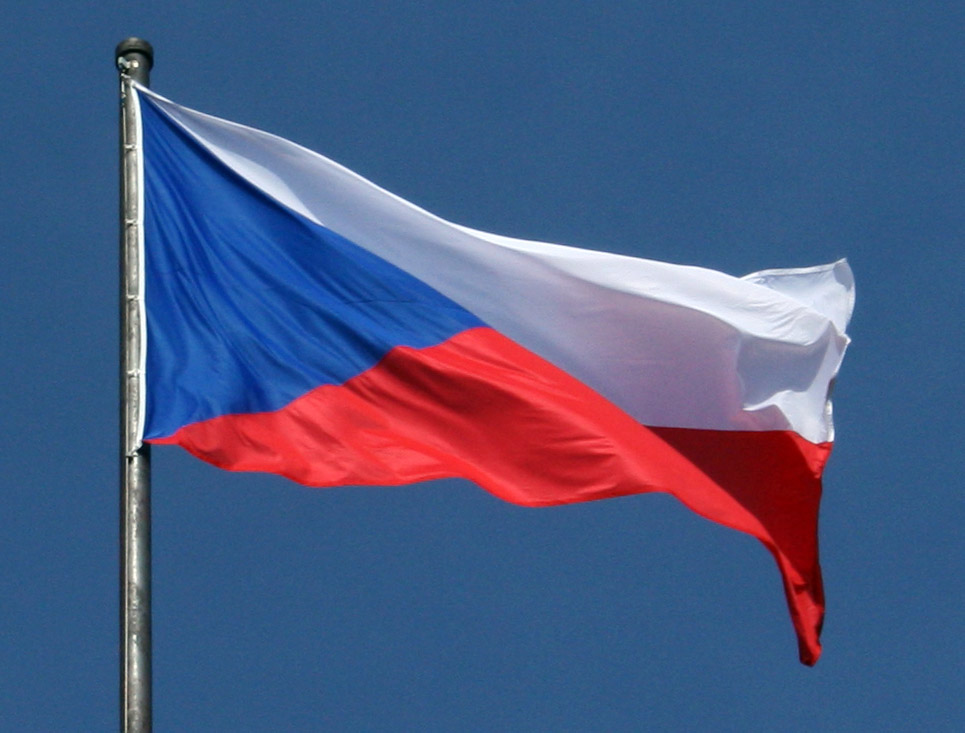
Česká vlajka

Státní symboly Česka jsou symboly českého státu určené zákonem, jejichž výčet je obsažen v zákoně č. 3/1993 Sb., o státních symbolech České republiky účinném od 1. ledna 1993.

## Historie
Vlastní státní symboly pro českou část Československa byly poprvé stanoveny ústavním zákonem České národní rady č. 67/1990 Sb., o státních symbolech České republiky, který byl účinný současně se zákony č. 163/1960 Sb. a později 102/1990 Sb., které upravovaly státní symboly celého Československa. 
Oproti úpravě v zákonu č. 67 z roku 1990 byly české státní symboly v pozměněném složení (mezi symboly nově zařazena vlajka prezidenta republiky a trikolóra) a podobě (původní podoba české vlajky byla nahrazena dosavadní československou vlajkou) i v roce 1992 Českou národní radou stanoveny v článku 14 Ústavy ČR. Zákon České národní rady číslo 3/1993 Sb., o státních symbolech České republiky obsahuje jejich konkrétní popis.

### Státní symboly od roku 1990
Česká socialistická republika od svého vzniku 1. ledna 1969 neměla vlastní státní symboly. V roce 1968 byla ustanovena komise expertů v čele s J. Šebánkem, která měla stanovit znak a vlajku České socialistické republiky. Komise navrhla zavést bíločervenou bikolóru a vrátit se k původnímu znaku Českého státu. Návrhy byly připraveny až v červenci 1969. Stranické i státní orgány tehdy návrhy odložily, takže Česká socialistická republika nikdy vlastní znak a vlajku neměla.
Návrh na vydání ústavního zákona o státních znacích České, Slovenské a Československé republiky předložil až na přelomu let 1989–1990 prezident ČSSR Václav Havel. Dne 26. ledna 1990 předsednictvo České národní rady přikázalo návrh projednat ve výborech ČNR.
Vytvořená komise předložila dva návrhy znaku ČR. Autorem byl Jan Dolejš, obě varianty se objevily v návrhu ústavního zákona ze 13. února 1990. Tentýž návrh popisoval i vlajku ČR jako bíločervenou bikolóru s poměrem stran 2:3. V dalších návrzích se pak objevovaly souběžně dva znaky jako tzv. malý znak a velký znak. Souběžně byla navržena i česká hymna, tvořená první částí dosavadní československé hymny. Dne 9. března 1990 grafik J. Rathouský předložil své návrhy na výtvarné řešení obou znaků. Česká národní rada schválila ústavní zákon č. 67/1990 Sb. dne 13. března 1990 a dnem vyhlášení začaly státní symboly platit. Novou podobu znaku namaloval Joska Skalník.
Při volbách v roce 1990 sice měla být u všech volebních místností vyvěšena jako československá, tak česká vlajka, ale česká dvojbarevná vlajka s červeným a bílým pruhem, značně podobná polské, se za dobu své platnosti příliš nevžila a mnohde nebyla používána ani v povinných případech.
Státními symboly byly: 
- státní znak (velký státní znak České republiky a malý státní znak České republiky; vzhledem k současné podobě heraldicky shodné s mírně odlišným uměleckým zpracováním[4])
- státní vlajka
- státní pečeť
- státní hymna

Původní státní vlajka České republiky byla složena ze dvou stejně širokých pruhů, spodního červeného a vrchního bílého, při poměru šířky vlajky k délce 2:3 (zákon č. 68/1990 Sb. stanovil pravidla pro používání státních symbolů). Polská vlajka se od této vlajky lišila pouze poměrem stran 5:8. V praxi se však tato vlajka České republiky nevžila a nebyla používána většinou ani tehdy, když to bylo uloženo zákonem (například při volbách). 
Pravidla pro užívání státního znaku a státní vlajky stanovil zákon České národní rady č. 68/1990 Sb., o užívání státního znaku a státní vlajky České republiky (od roku 2001 nahrazen zákonem č. 352/2001 Sb., o užívání státních symbolů České republiky a o změně některých zákonů).

### Státní symboly od roku 1993
Státními symboly České republiky se staly:
- velký státní znak
- malý státní znak
- státní barvy (trikolóra)
- státní vlajka
- vlajka prezidenta republiky
- státní pečeť
- státní hymna

Znak, pečeť, hymna a vlajka prezidenta republiky zřetelně navazují na státní symboly České republiky ze závěru federálního období, zatímco vlajka a trikolóra kopírují dřívější státní symboly ČSFR, resp. ČSR.
Přijetí nové vlajky České republiky v podobě dosavadní vlajky ČSFR bylo v rozporu s dobovými dohodami mezi českou a slovenskou politickou reprezentací. Podle článku 3. ods.(2) Ústavního zákona o rozdělení federace, „Česká republika a Slovenská republika nesmějí po zániku České a Slovenské Federativní Republiky užívat státních symbolů České a Slovenské Federativní Republiky.“  Po osamostatnění bylo ovšem hned prvním českým zákonem č. 1/1993 Sb. (Ústava ČR), v čl. 112 odst. 3 ústavního zákona stanoveno, že až na výslovné výjimky se z dosavadních ústavních zákonů stávají běžné zákony („Ostatní ústavní zákony platné na území České republiky ke dni účinnosti této Ústavy mají sílu zákona.“'). Státní symboly ČR následně byly upraveny zákonem č. 3/1993 Sb. a na základě kolizních pravidel (mj. principu „lex posterior derogat priori“ a rovněž obecného kolizního ustanovení čl. 1 odst. 1 zákona č. 4/1993 Sb.) se tedy vnitrostátně uplatnil zákon č. 3/1993 Sb.  Mezinárodní smlouvy mezi ČR a SR uzavírané před rozdělením ani po rozdělení tematiku státních symbolů neupravují.

## Státní symboly
Státní symboly České republiky jsou podle zákona 3/1993 Sb. tyto: 
- velký státní znak České republiky
- malý státní znak České republiky
- státní barvy České republiky (trikolóra)
- státní vlajka České republiky
- vlajka prezidenta České republiky (dříve prezidentská standarta)
- státní pečeť České republiky
- státní hymna České republiky – Kde domov můj (první sloka)

Velký státní znak
Malý státní znak
Státní barvy (trikolóra)
Státní vlajka
Vlajka prezidenta republiky
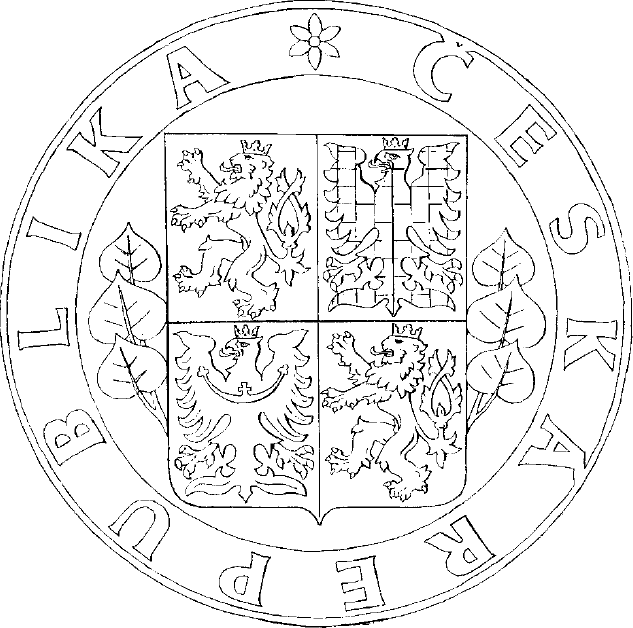
Státní pečeť
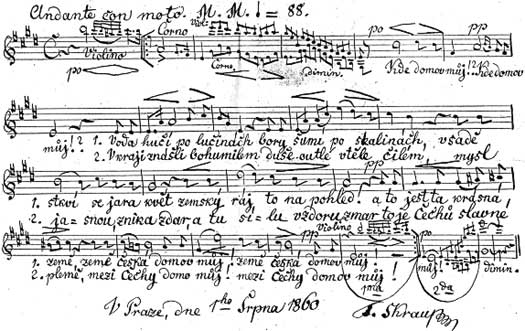
Státní hymna

## Ostatní symboly
Tradiční symboly českého státu, které nejsou zakotveny v ústavě: 
- české korunovační klenoty, především svatováclavská koruna
- Ledňáček říční, jeden z významných malých ptáků[9]
- Relikvie a atributy svatého Václava
- národní strom – lípa[10][11][12]
- kokarda[zdroj?]

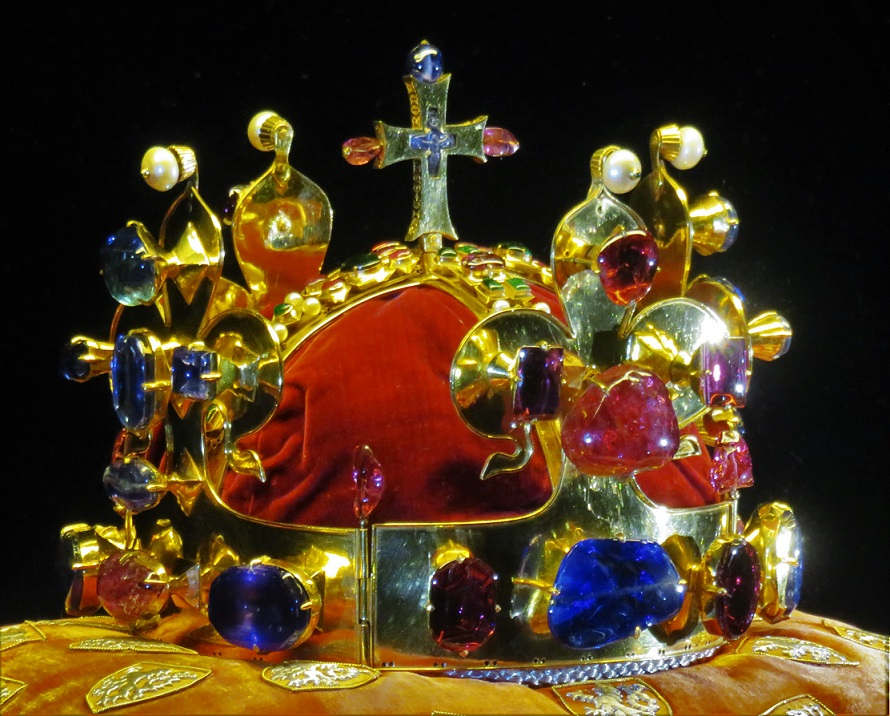
Svatováclavská koruna
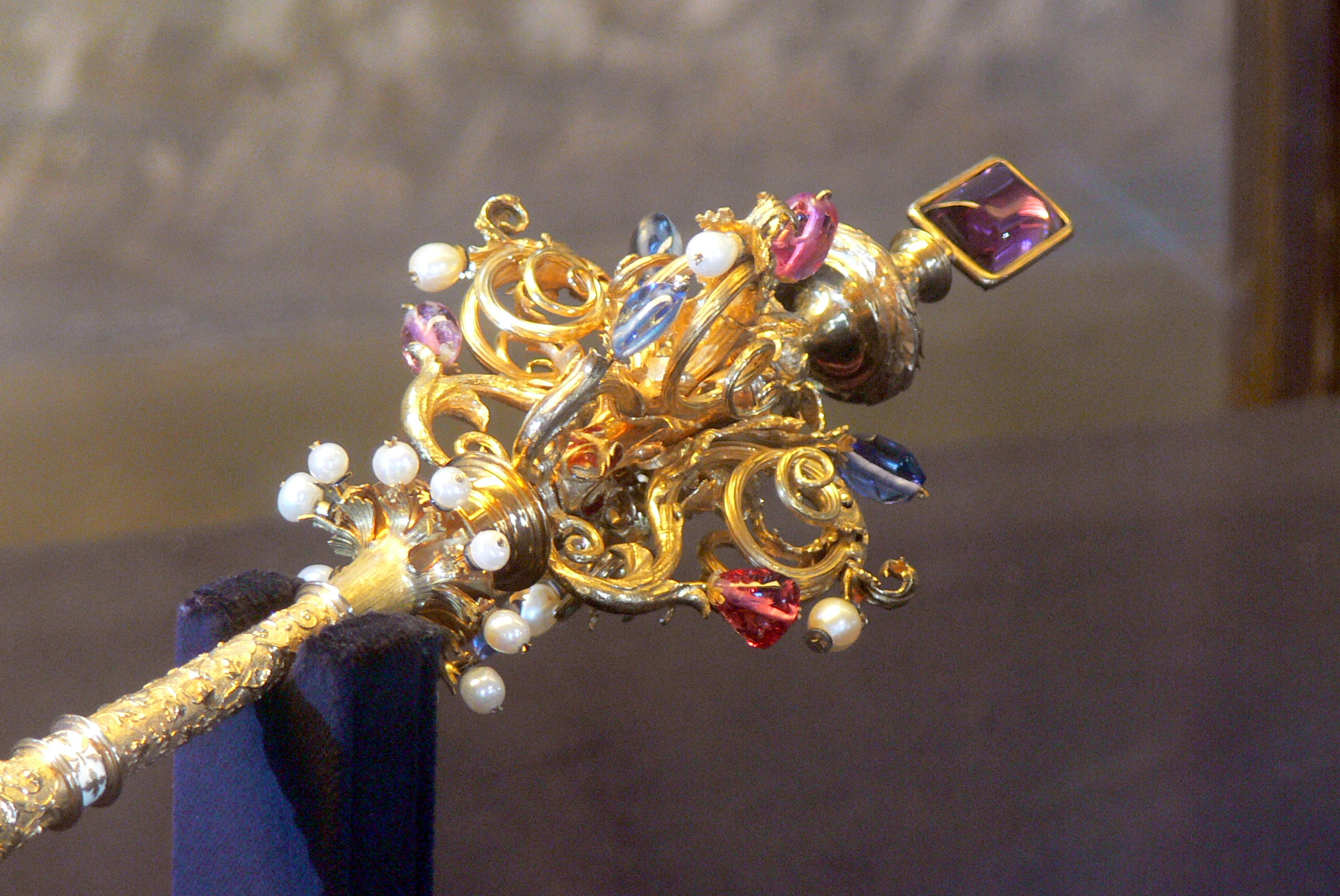
Královské žezlo
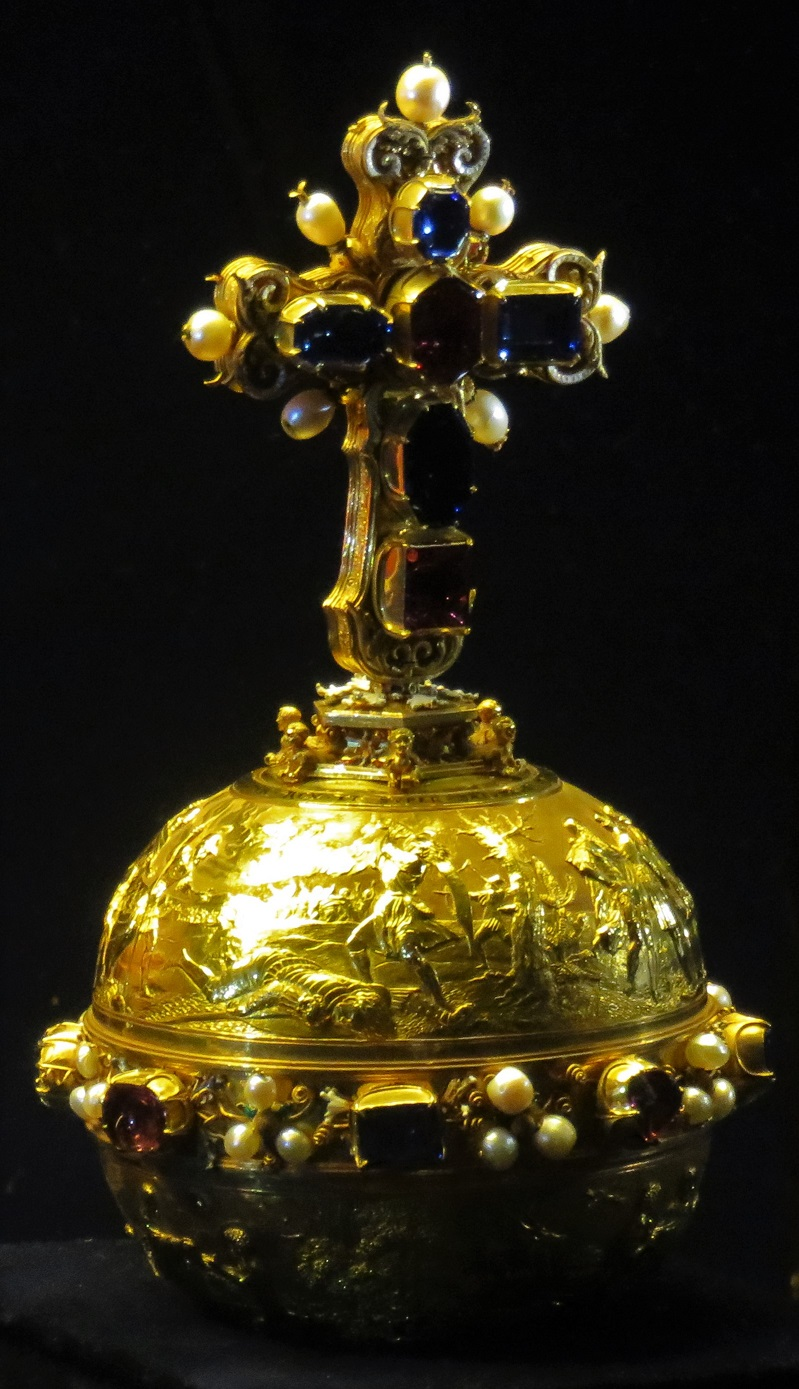
Korunovační jablko
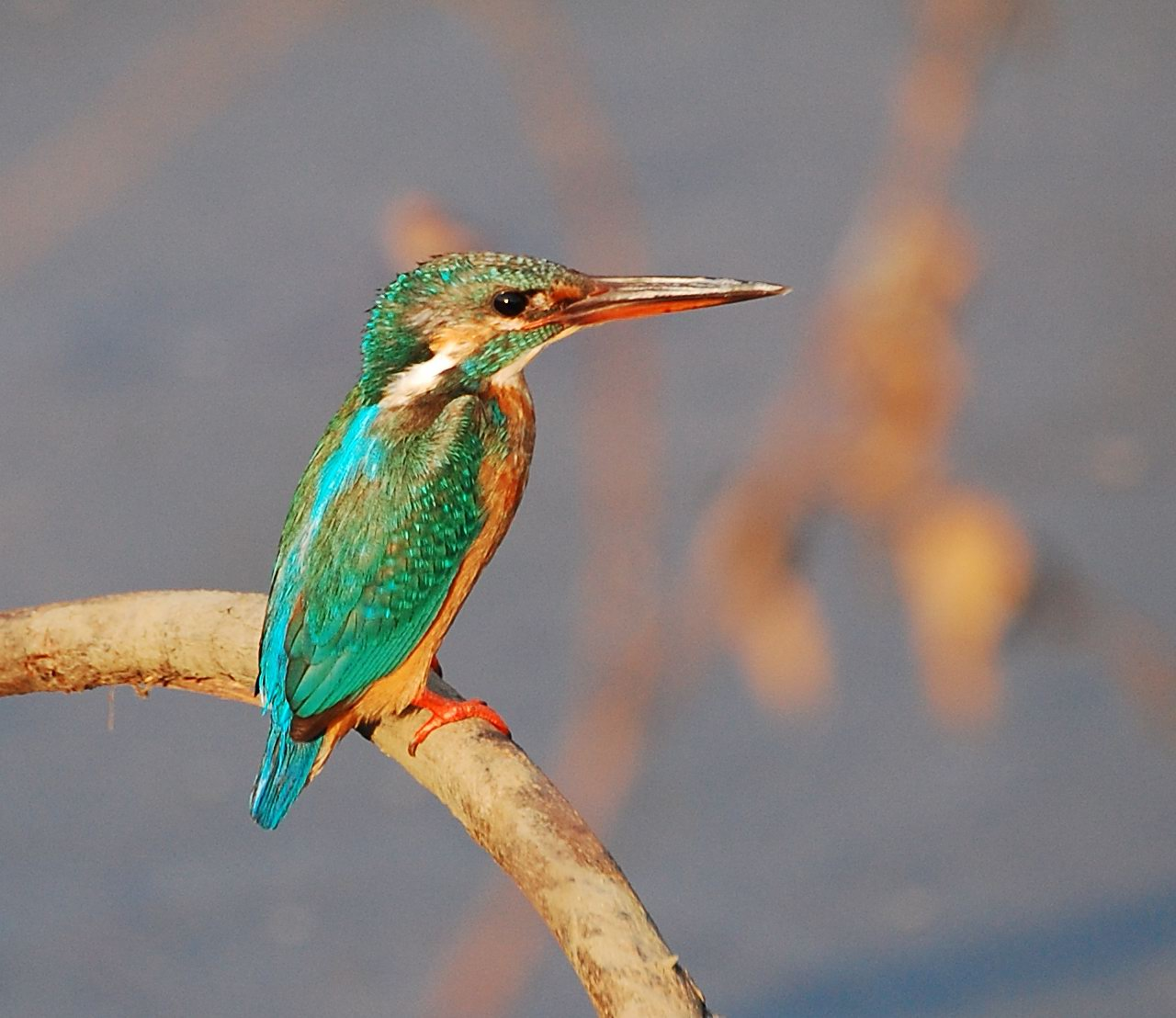
Ledňáček říční
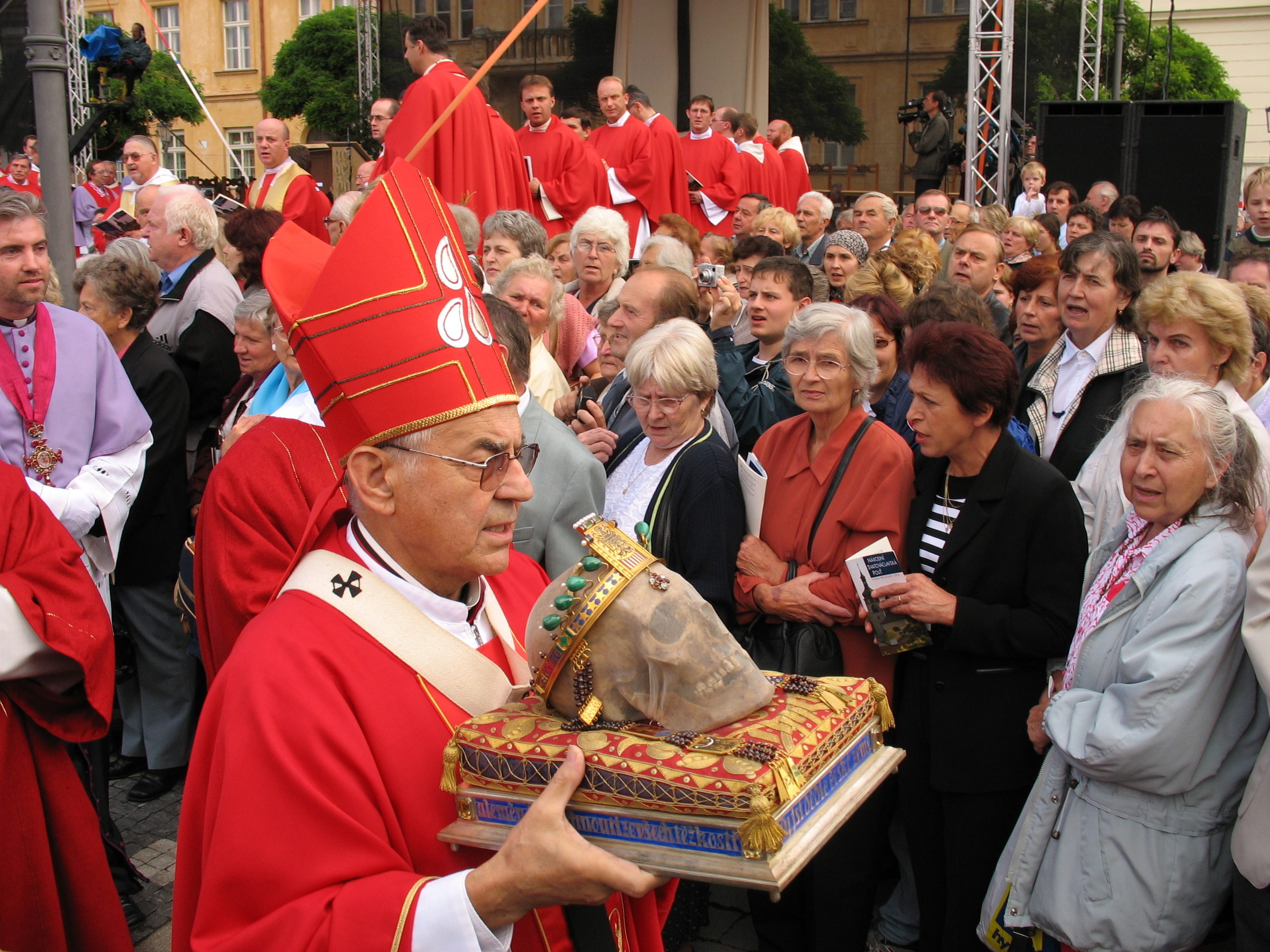
Relikvie a atributy svatého Václava
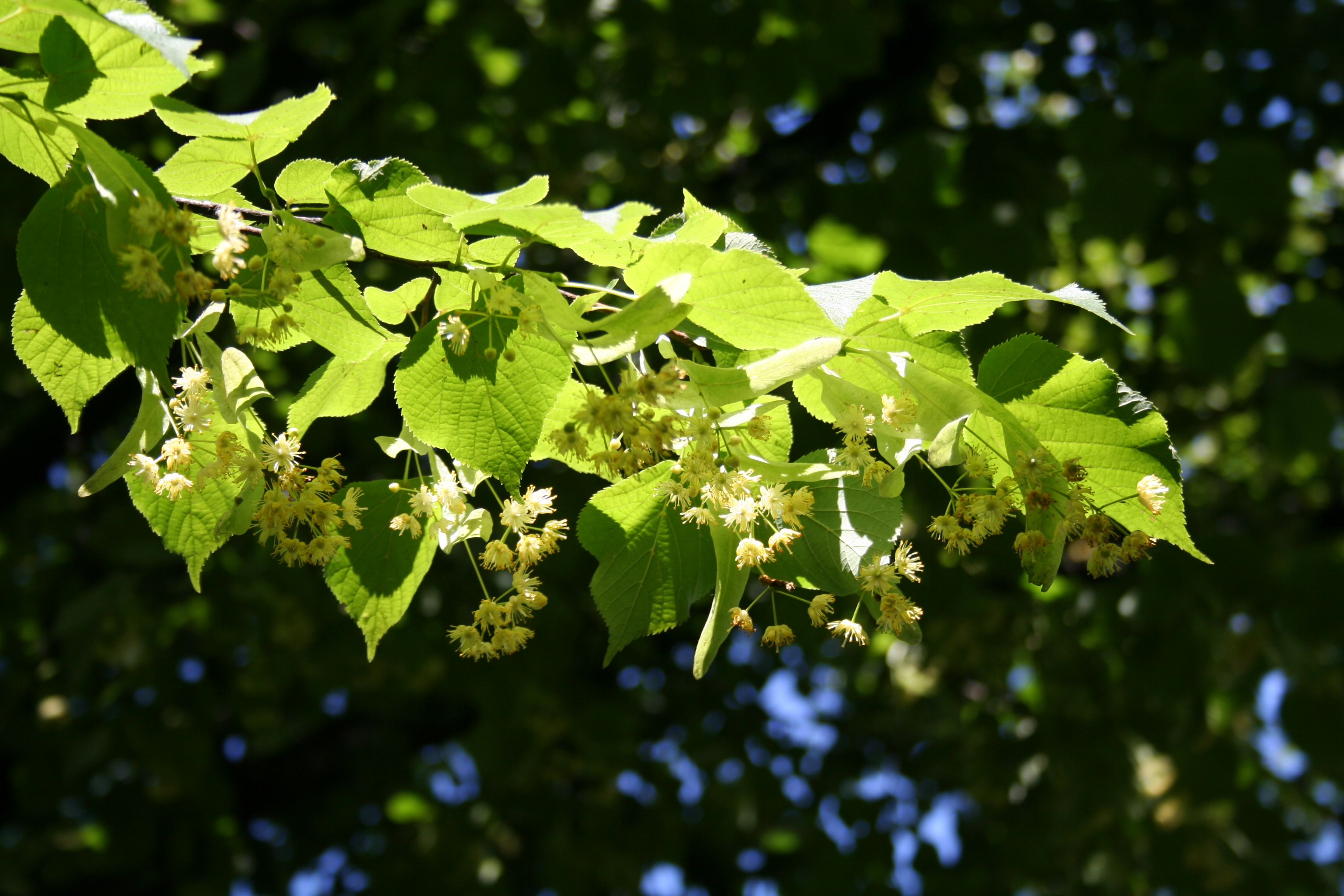
Lípa
Česká národní kokarda (Česká trikolóra)